# 明朝服飾
明朝服飾是指明朝時的衣飾。明朝服饰继承了宋元两代的式样，但亦有一定程度的胡化和演变，例如明代流行的曳撒就是继承于元代蒙古人的腰线袄。中后期更出现了前代未见的形制款式如立领，以及于一件衣服的显眼处大量使用金属钮扣。至清朝期间逐渐被禁止，但仍有少数款式和特征流传至今。近代至现代朝鲜民族、琉球族、京族的民族服饰（韩服、琉装、越服）亦深受明朝服饰影响。

## 男子服飾
明代男子常服、吉服、常禮服等，多用袍衫，有直身、直裰、道袍、道服、行衣、深衣等形制。上層社會及富家男子的便服面料以綢緞為主，上繪有紋樣，也有用織錦緞制作的，其制為大襟、右衽、寬袖，下長過膝。

### 皇室及貴族服飾
明代皇帝、皇太子常服，戴烏紗折上巾，又稱翼善冠，穿袞龍袍，前後及兩肩繡有金盤龍紋樣，交領或圓領，配玉帶皮靴。此服用途較多。皇帝的常服上繡龍、翟紋及十二章紋。明代的龍形像較前代完善，它集中了各種動物的局部特徵，頭如牛頭、身如蛇身、角如鹿角、眼如蝦眼、鼻如獅鼻、嘴如驢嘴、耳如貓耳、爪如鷹爪、尾如魚尾等等。在圖案的構造和組織上也很有特色，除傳統的行龍、雲龍之外，還有團龍、正龍、坐龍、升龍、降龍等名目。本圖服裝上所繡的團龍中，就有升龍、降龍兩種。

### 官吏服飾
朱元璋曾在明初诏令：复衣冠（即官服）如唐制。
明代文武官員服飾主要有朝服、祭服、公服、常服、賜服等。麒麟袍為官吏的朝服。其服裝特點是大襟、斜領、袖子寬松，前襟的腰際橫有一下打滿襉。所繡紋樣，除胸前、後背兩組之外，還分布在肩袖的上端及腰下（一橫條）。另在左右肋下，各縫一條本色制成的寬邊，稱為「襬」。這種服裝所采用的質料和紋樣，按規定，都有一定制度。
明代官常服盘领袍，胸前和後背綴有一方補子，區別品秩。文官用飛禽，武官用走兽。文官一品繡仙鶴，二品繡錦雞，三品繡孔雀，四品繡云雁，五品繡白鹇，六品繡鹭鸶，七品繡鸂鶒，八品繡黄鹂，九品繡鹌鹑。武官一品、二品繡狮子，三品、四品繡虎豹，五品繡熊罴，六品、七品繡彪，八品繡犀牛， 九品繡海马。公侯伯驸马繡麒麟、白泽。御史繡獬豸。
《明史·輿服志》稱：正德十三年，「賜群臣大紅貯絲羅紗各一。其服色，一品鬥牛，二品飛魚，三品蟒，四、五品麒麟，六、七品虎、彪；翰林科道不限品級皆與焉；惟部曹五品下不與。」明代官服繡麒麟，似不限四、五品，職位特殊的錦衣衛指揮侍衛等也能服用。除了典型的圓領袍外，還有曳撒、貼裏等形制，如錦衣衛的飛魚服。明代宦官劉若愚《酌中志》一書，就專門敘述到這種曳撒。他說：「其制後襟不斷，而兩旁有擺，前襟兩截，而下有馬面褶，從兩旁起。」而曳撒、貼裏源自於元代蒙古人的質孫服。
| 品秩       | 服色 | 染料 | 腰带     | 备注                                               | 文官胸补 | 圖片 | 武官胸补 | 圖片 |
| ---------- | ---- | ---- | -------- | -------------------------------------------------- | -------- | ---- | -------- | ---- |
| 公侯伯驸马 |      | 茜草 | 玉带     | 公侯伯驸马官服绣麒麟、白泽                         |          |      |          |      |
| 一品       |      | 茜草 | 玉带     | 明武宗时一品官赏大红紵丝牛服                       | 仙鹤     |      | 獅子     |      |
| 二品       |      | 茜草 | 花犀带   | 正二品衍圣公绣麒麟。明武宗时二品官赏大红紵丝飞鱼服 | 锦鸡     |      | 狮子     |      |
| 三品       |      | 茜草 | 金钑花带 | 明武宗时三品官赏大红紵丝蟒服                       | 孔雀     |      | 虎豹     |      |
| 四品       |      | 茜草 | 素金带   | 明武宗时四品官赏大红紵丝麒麟服                     | 云雁     |      | 虎豹     |      |
| 五品       |      | 藍草 | 银钑花带 | 明武宗时五品官赏大红紵丝麒麟服                     | 白鹇     |      | 熊罴     |      |
| 六品       |      | 藍草 | 素银带   | 明武宗时六品官赏大红紵丝虎彪服                     | 鹭鸶     |      | 彪       |      |
| 七品       |      | 藍草 | 素银带   | 明武宗时七品官赏大红紵丝虎彪服                     | 鸂鶒     |      | 彪       |      |
| 八品       |      | 槐花 | 乌角带   |                                                    | 黄鹂     |      | 犀牛     |      |
| 九品       |      | 槐花 | 乌角带   |                                                    | 鹌鹑     |      | 海马     |      |
| 不入流     |      | 槐花 | 乌角带   |                                                    | 练鹊     |      |          |      |

- 各色補服

### 軍服胄甲
明代軍士服飾有一種胖襖，其制：「長齊膝，窄袖，內實以棉花」，顏色所為紅，所以又稱「紅胖襖」。騎士多穿對襟罩甲，以便乘馬。作戰用兜鍪，多用銅鐵制造，很少用皮革。將官所穿鎧甲，也以銅鐵為之，甲片的形狀，多為「山」字紋，製作精密，穿著輕便。兵士則穿鎖子甲，在腰部以下，還配有鐵網裙和網褲，足穿鐵網靴。

### 士庶男子服飾
常服及吉服道袍、直裰、直身等，配以丝绦，勞動者多穿上衣下褲組成的裋褐。巾帽有多款，常見有幅巾、大帽、東坡巾、儒巾、飄飄巾等。

## 女子服飾
明代婦女的服裝，主要有衫、襖、霞帔、褙子、披風、比甲及裙子等。衣服的基本樣式，大多繼承唐宋，明初受蒙元影響而有左衽，不久恢復了漢族的習俗為交領右衽，中期出現立領。比甲的名稱，見於宋元以後，但這種服飾的基本樣式，卻早已存在。比甲為對襟、無袖，左右兩側開衩。隋唐時期的半臂，就是與比甲有著一定淵源關係。明代比甲大多為年輕婦女所穿，而且多流行在士庶妻女及奴婢之間。
成年女性多戴䯼髻，並於上面插上成套的飾物，稱為頭面。

### 皇室與貴族服飾

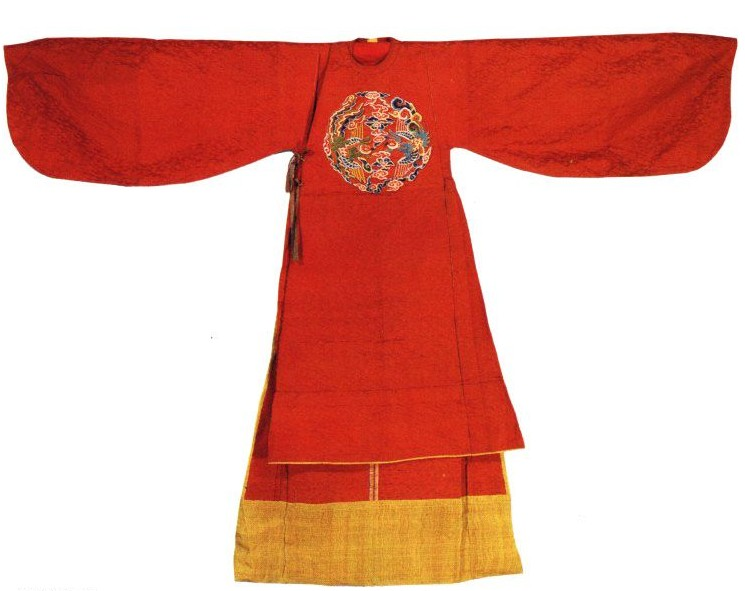
明代鸞鳳圓補女袍

皇后常服（又稱：燕居服）為戴龍鳳珠翠冠、穿大衫、霞帔，內穿雲龍團紋補鞠衣、四䙆襖子、緣襈襖、緣襈裙、大帶以及玉帶，四首服特髻上加龍鳳飾，衣繡有織金龍鳳紋。妃嬪、公主、郡主、王妃常服與皇后常服稍異。平日則穿襖裙。

### 命婦服飾
凡命婦所穿的服裝，都有嚴格的規定，大體分禮服及常服。命婦常服綴補子，品級視其夫而定，戴翟冠。

### 士庶女子服飾

浙江省丽水市缙云县飞凤山卢氏明墓出土的深藍麻布裙，浙江省博物馆藏

明代上襦下裙的服裝形式，與唐宋時期的襦裙最大差別在於明代的上衣並不束在裙外，這種款式稱為襖裙。比如立领、宽衣大袖紧袖口与大褶裙装等，都是大明服饰的特色。勞動時常加一條短小的腰裙，以便活動，有些侍女丫環也喜歡這種裝束。上襦除傳統的交領外，到明中後期還出現立領。裙子除繼承前代的百褶裙、褶襉裙外，還出現了馬面裙。裙的顏色，初尚淺淡，雖有紋飾，但並不明顯。至中期則多飾以膝襴，有刺繡、織金、燙金等形式的裙襴。崇禎初年，裙子多為素白，即使刺繡紋樣，也僅在裙幅下邊一、二寸部位綴以一條花邊，作為壓腳。裙幅初為六幅，即所謂「裙拖六幅湘江水」；後用八幅，腰間有很多細褶，行動輒如水紋。到了明末，裙子的裝飾日益講究，裙幅也增至十幅，腰間的褶襉越來越密，此時出現一種裙子，每褶都有一種顏色，微風吹來，色如月華，故稱「月華裙」。腰間多掛上荷包、事件（小工具組合）等物品，裝飾與實用性兼備。
明崇祯年间出現一種以各色零碎錦料拼合縫制成的服裝，稱為水田衣，因整件服裝織料色彩互相交錯形如水田而得名。它具有其它服飾所無法具備的特殊效果，簡單而別致，水田衣的制作，在開始時還比較注意勻稱，各種錦緞料都事先裁成長方形，然後再有規律地編排縫制成衣。到了後來就不再那樣拘泥，織錦料子大小不一，參差不齊，形狀也各不相同，與戲台上的「百衲衣」（又稱富貴衣）十分相似。

## 圖案紋樣
明朝服裝上的紋樣，多寓有吉祥之意，常見織金及刺繡圖案。比較常見的團雲和蝙蝠中間，嵌一團型「壽」字，意為「五蝠捧壽」。這種形式的圖案在明末清初特別流行，不僅在服裝上使用，在其他的器皿及建築裝飾上也大量反映。用寶相花紋作便服的裝飾，也是當時男子服飾的一個特點。另一種，為寶相花是一種抽像的裝飾圖案，通常以蓮花、忍冬或牡丹花為基本形像，經變形、誇張，並穿插一些枝葉和花苞，組成一種既工整端莊，又活潑奔放的裝飾圖案。這種服飾紋樣在當時深受歡迎。寶相花還一度成為帝王後妃的專用圖案，與蟒龍圖案一樣，禁止民間使用。但禁律在明中期就沒有再嚴格執行，民間僭越成風。

## 服飾圖庫

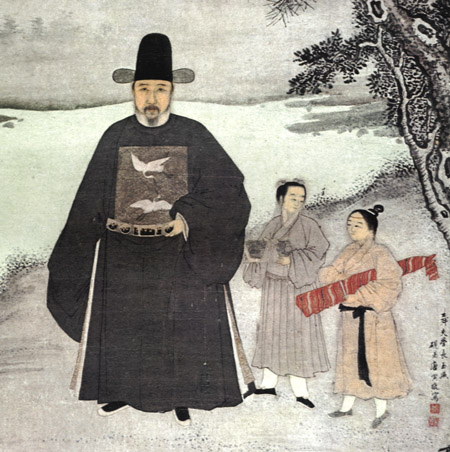
穿着公服的明代官员姜舜夫
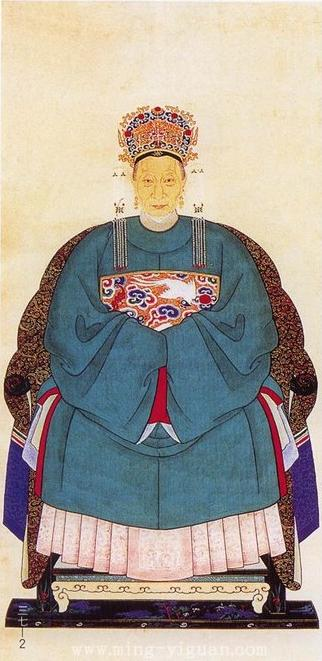
明代命婦圆领袍
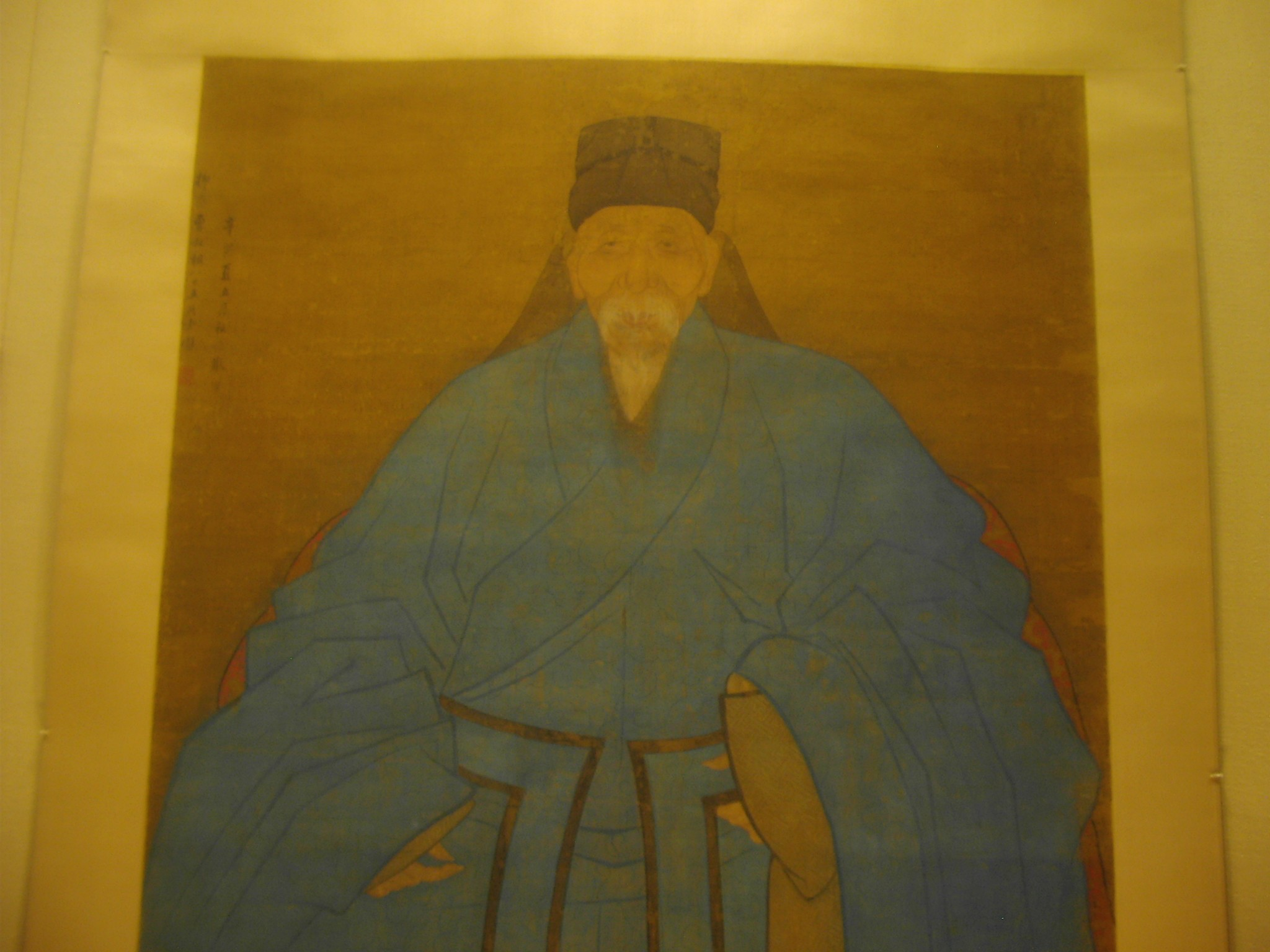
行衣
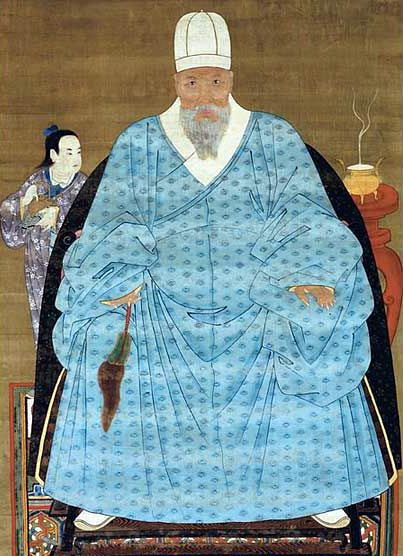
六合一統帽男子
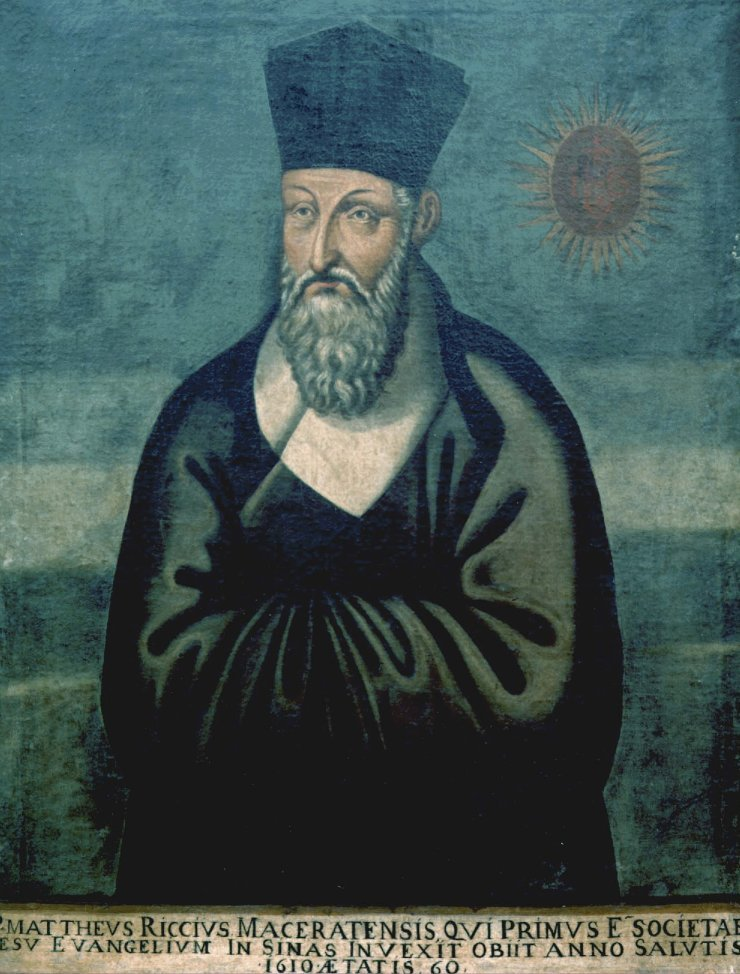
身穿道袍的利玛窦
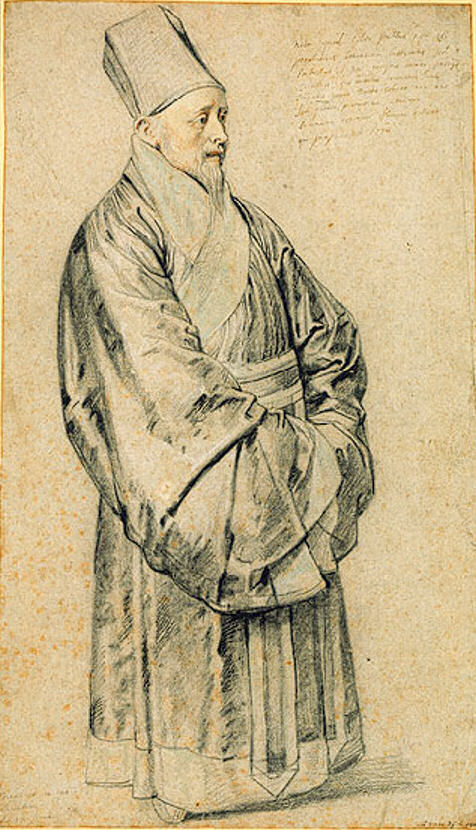
金尼閣
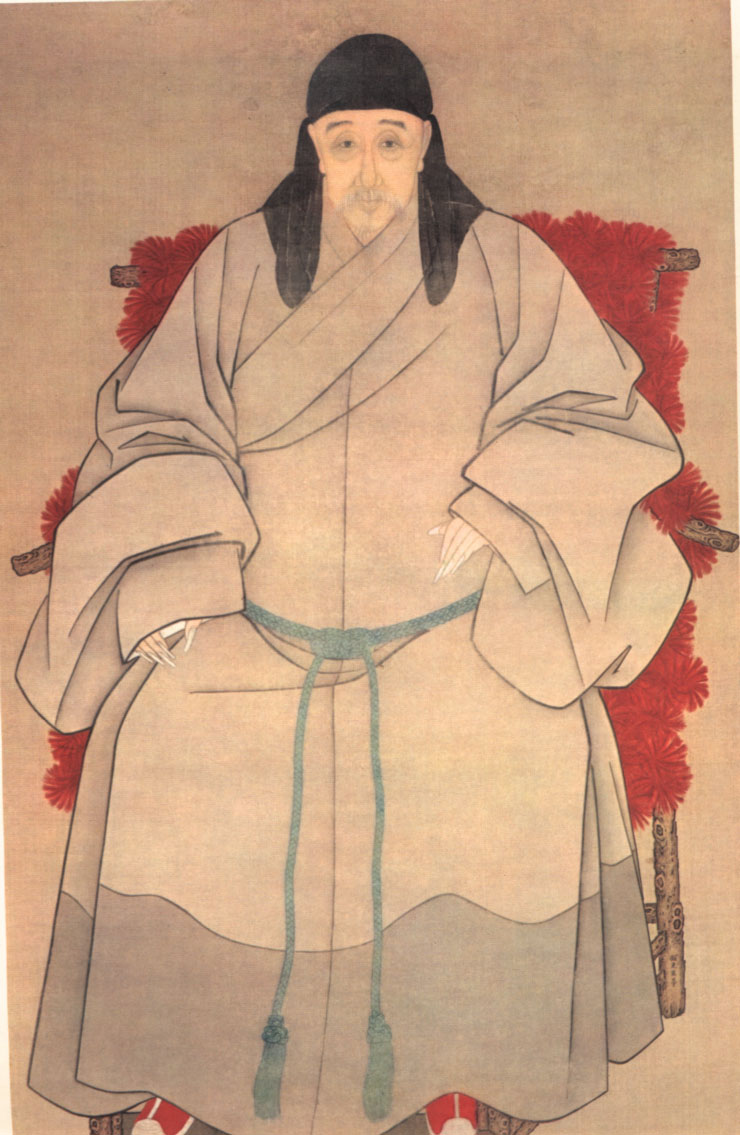
吴伟业像
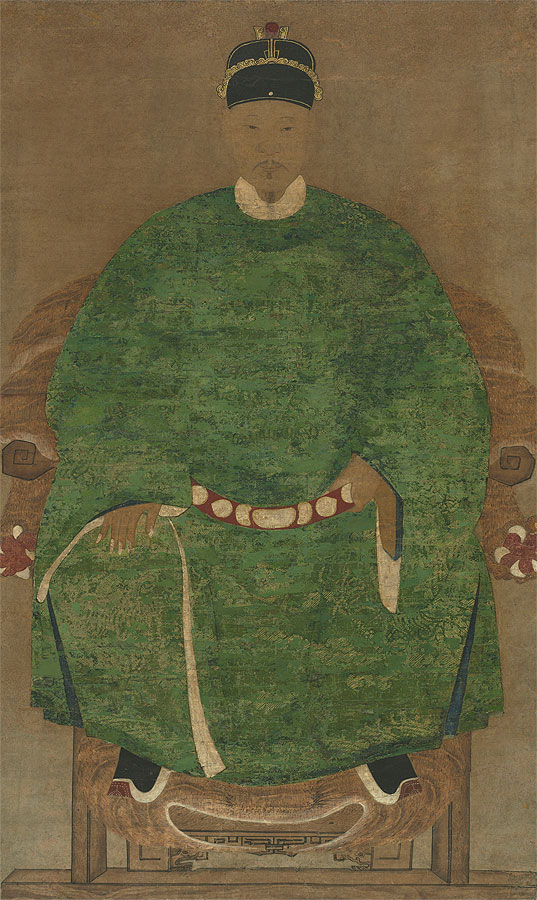
鄭成功畫像
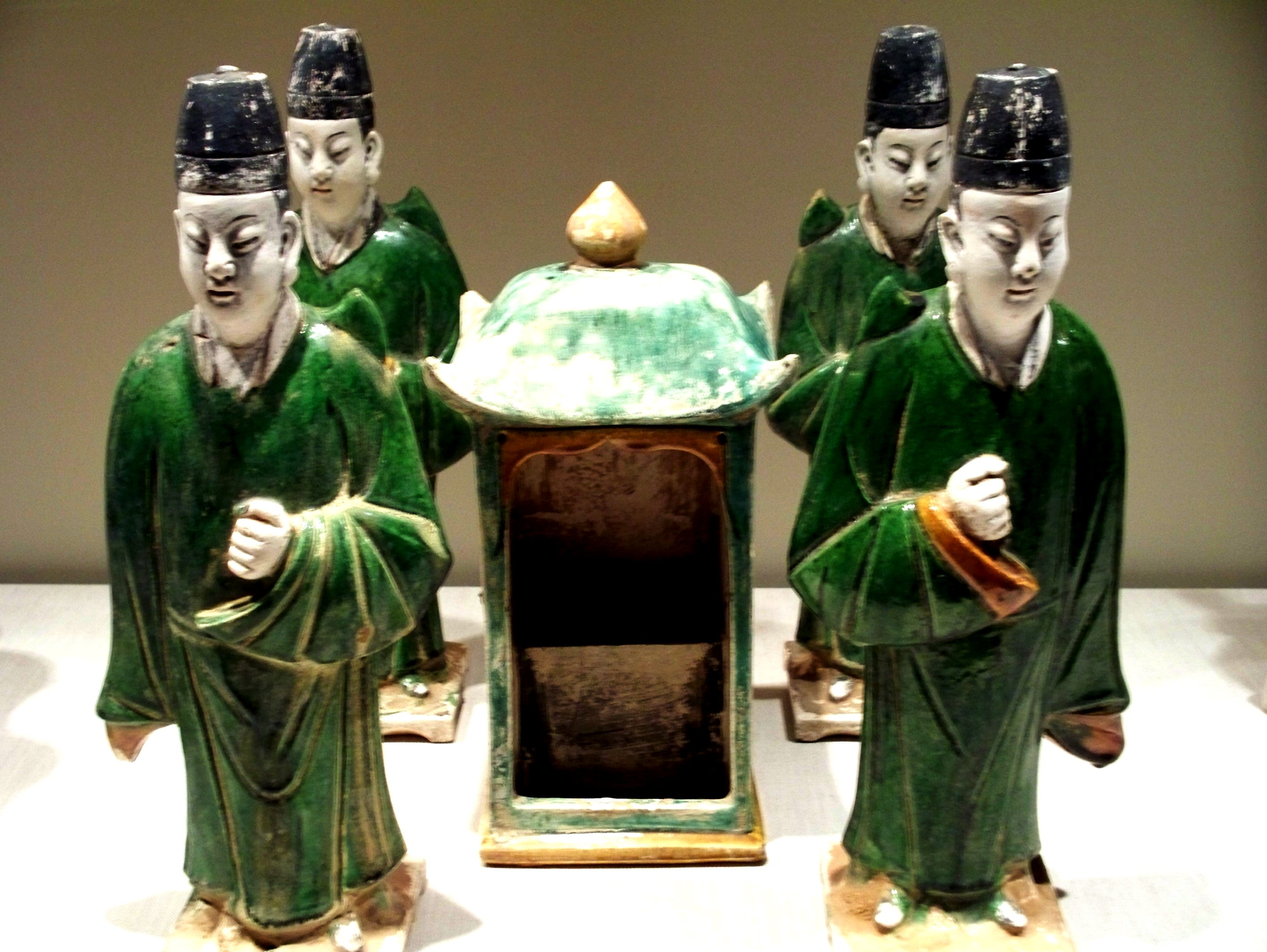
明代小厮
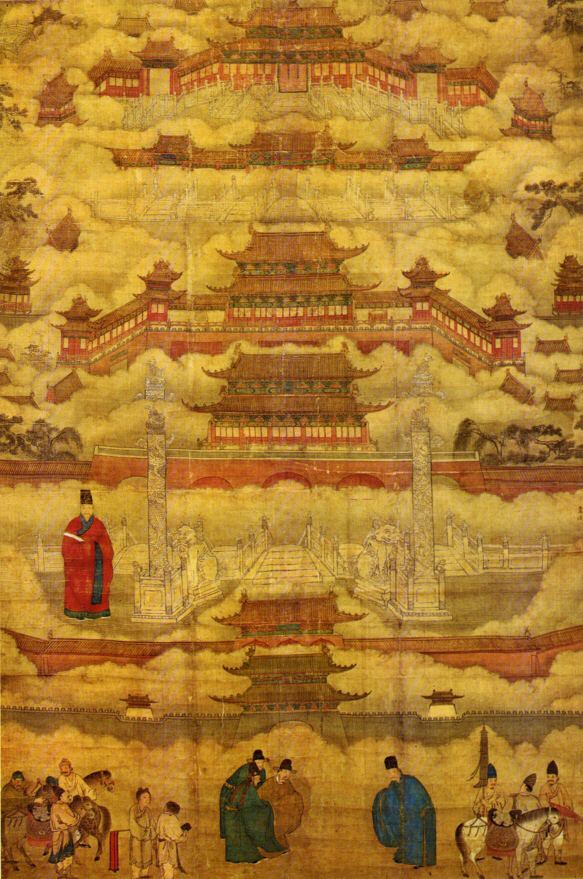
北京宫城图
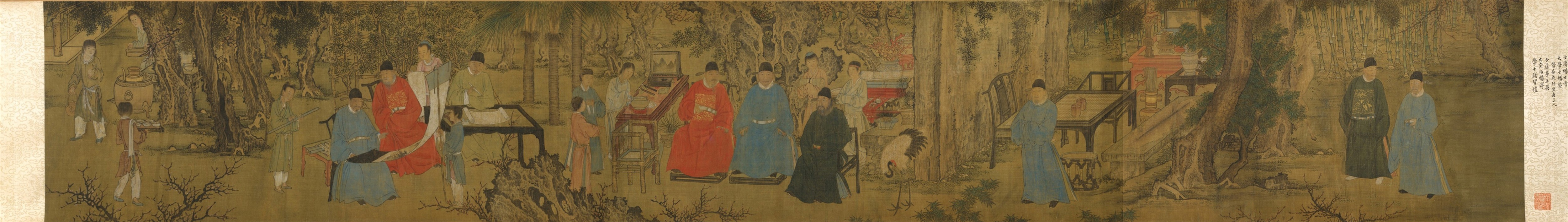
杏園雅集圖
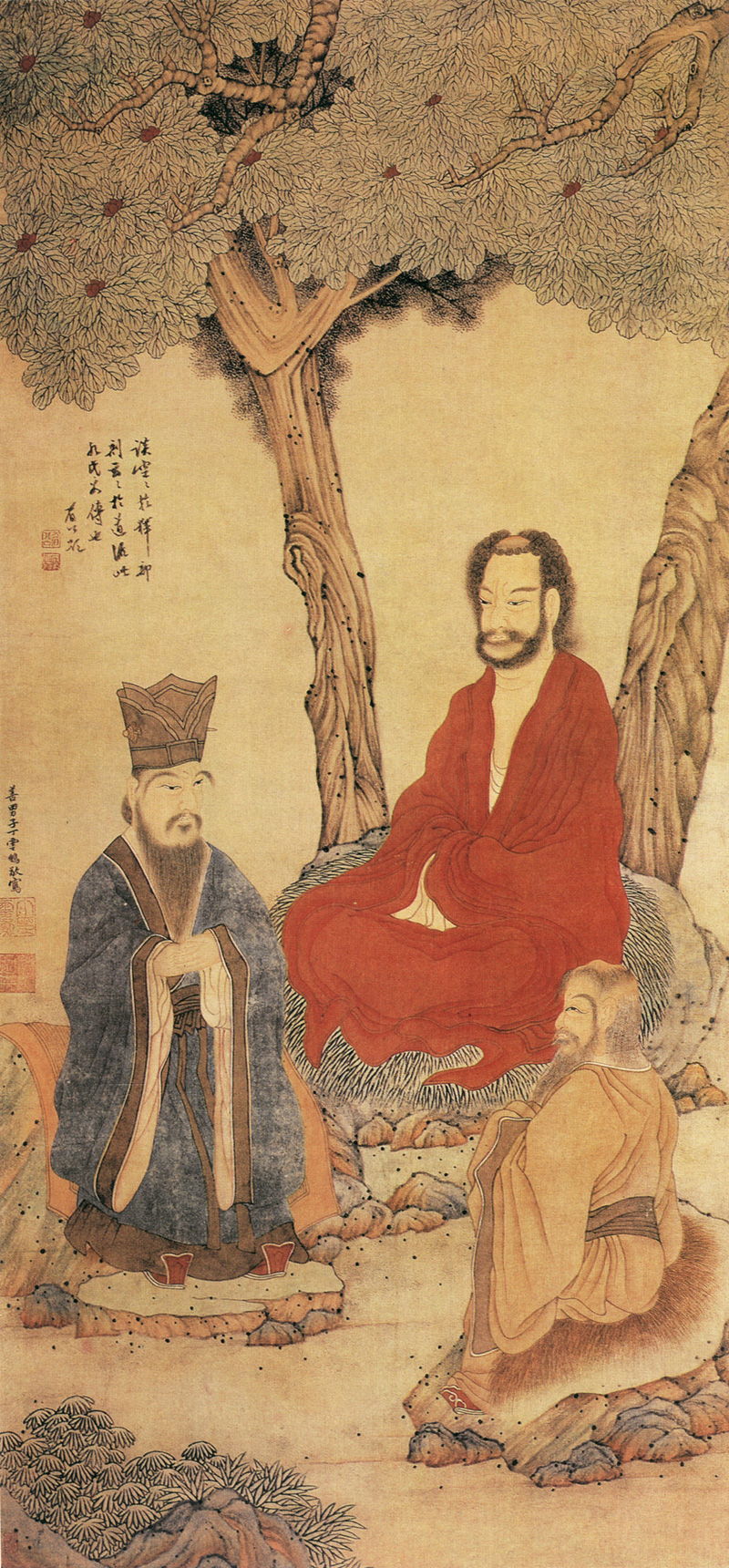
三教图
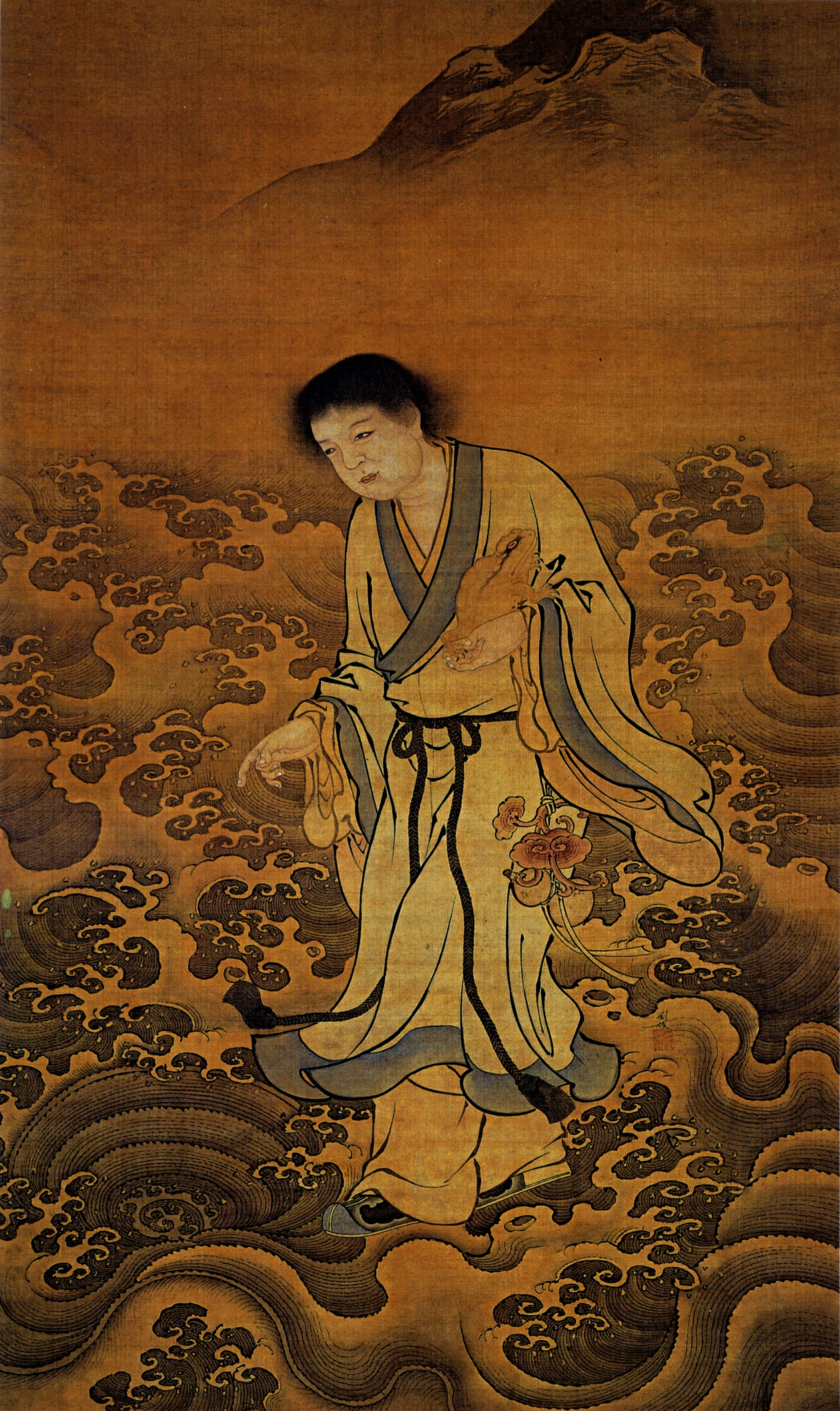
劉海戯圖
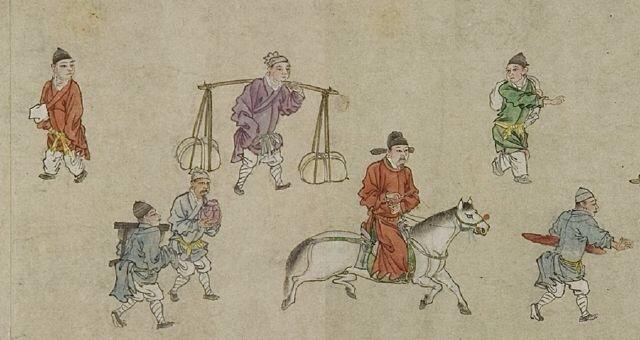
明中期群像